# Имаше един нечестен човек...
„Имаше един нечестен човек...“ (на английски: There Was a Crooked Man...) е американски уестърн от 1970 г. на режисьора Джоузеф Манкевич, с участието на Кърк Дъглас и Хенри Фонда в главните роли.

## Сюжет
Внимание:  Текстът по-долу разкрива сюжета на произведението (или части от него)!
През 1883 г.  Парис Питман младши и бандата му влизат в дома на богатия фермер г-н Ломакс и  ограбват 500 000 долара, които Ломакс държи в сейф, маскиран като маса. Гледайки последвалата престрелка между хората му и семейство Ломакс, Питман убива няколко от своите, след което бяга. Той е единственият оцелял и скрива плячката в гнездо на гърмящи змии в пустинята. Една вечер разореният и отчаян Ломакс отива в местния бордей, където е редовен гост. Собственичката, която е разбрала, че той е разорен се смилява над него и му позволява да се качи горе, и да гледа през шпионка, как две от нейните момичета забавляват клиент. Клиентът се оказва Питман и Ломакс го разпознава. Питман е заловен и осъден на 10 години в затвор на територията на Аризона.
Съкилийниците на Питман са двама измамници, които се опитват да излъжат някои енориаши; млад мъж, убил по невнимание бащата на приятелката си с билярдна топка; глупав, но закоравял стрелец, който пиян прострелва шериф в крака; ням имигрант от Китай, известен като маниак-убиец; и легендарният влаков обирджия Мисури кит. Корумпираният началник на затвора Легоф е готов да позволи на Питман да избяга, при положение, че разделят парите на Питман. Питман се съгласява, но планът се обърква, когато Легоф е убит по време на бунт между затворници.
Удуърд Лопеман (шерифът, който е прострелян в крака от стрелеца, което в крайна сметка му коства работата) става новият началник на затвора. Реформист, той премахва тежкия труд, ограничава жестоките наказания и учи затворниците на самоуважение. Признавайки лидерските качества на Питман, Лопеман го кара да ръководи изграждането на трапезария. През цялото време Питман убеждава съкилийниците си да избягат, като обещава на всеки мъж дял от скритата си плячка. В деня на посещението на губернатора в затвора, Питман предприема своя ход и предизвиква бунт като прикритие за бягството си. Трима затворници са убити в мелето, а самият Питман убива още двама партньори.
Питман се насочва към плячката, а Лопеман го преследва. Докато прибира торбите с пари от свърталището на змиите, Питман е ухапан от гърмяща змия. Когато Лопеман го настига, Питман вече е мъртъв. Лопеман събира парите, взима и тялото на Питман, и се връща обратно в затвора. Въпреки това, при пристигането си, той внезапно решава да остави тялото и препуска в галоп, като се укрива в Мексико с парите.

## В ролите
| Изпълнител      | Роля                        |
| --------------- | --------------------------- |
| Кърк Дъглас     | Парис Питман джуниър        |
| Хенри Фонда     | Шериф Удуърд У. Лопеман     |
| Хюм Кронин      | Дъдли Уинър                 |
| Уорън Оутс      | Флойд Муун                  |
| Бърджис Мередит | Мисури кит                  |
| Джон Рандолф    | Сайръс Макнът               |
| Лий Грант       | г-жа Булард                 |
| Артър О'Конъл   | г-н Ломакс                  |
| Мартин Гейбъл   | надзирател Франсис Е. Легоф |
| Майкъл Блоджет  | Кой Кавендиш                |
| Алън Хейл       | Табаки                      |
| Виктор Френч    | Уиски                       |
| Клаудия Макнийл | мадам                       |